# 판타지 스타
《판타지 스타》는 콘솔 롤플레잉 비디오 게임 시리즈이자 세가가 제작한 기타 보충 미디어이다. 이 시리즈는 1987년에 《판타지 스타》와 함께 세가 마스터 시스템용으로 데뷔하였으며 그 뒤로 《판타지 스타 온라인 2》 및 《판타지 스타 온라인》 하위 시리즈와 함께 계속 이어지고 있다. 이 시리즈의 게임은 제각기 마법과 기술을 복합한 SF의 특징을 이룬다.

## 게임

### 오리지널 시리즈
- 판타지 스타
- 판타지 스타 II
- 판타지 스타 III(Phantasy Star III: Generations of Doom)
- 판타지 스타 IV(Phantasy Star IV: The End of the Millennium)

### 컴파일 및 리메이크
- 판타지 스타 컬렉션(Phantasy Star Collection)
- 판타지 스타 제네레이션 1
- 판타지 스타 제네레이션 2

### 판타지 스타 온라인
- 판타지 스타 온라인 에피소드 I && II
- 판타지 스타 온라인 에피소드 III: C.A.R.D 레볼루션(Phantasy Star Online Episode III: C.A.R.D. Revolution)
- 판타지 스타 온라인 에피소드 IV: 블루 버스트
- 판타지 스타 온라인 2

### 액션 롤플레잉 게임
- 판타지 스타 유니버스
- 판타지 스타 포터블, 판타지 스타 포터블 2
- 판타지 스타 제로
- 판타지 스타 노바

## 참조

### 내용주
1. ↑  영어: Phantasy Star, 일본어: ファンタシースター